# Гарбюр
Гарбю́р (фр. garbure) — французский густой суп или стью, приготовленный из капусты и других овощей, и мясного конфи, обычно из утки или гуся. В настоящее время готовится обычно с добавлением ветчины, сыра и чёрствого хлеба.
Название происходит от термина garb для описания снопов зерновых, изображённых в геральдике. Таким образом, название блюда гарбюр, которое едят вилкой, является отсылкой на использование как бы вил для подъёма снопов с хлебом, но на самом деле — пучков овощей. По другой версии этимология слова garbure происходит от испанского garbias — «тушёное мясо» или рагу.
Блюдо похоже на другой традиционный французский суп — potée.
Гарбюр был элементом ежедневного меню крестьян Гаскони. В разных домах его готовили по-разному в зависимости от времени года, ресурсов повара и доходов семьи. Базовым принципом этого блюда является длительное приготовление ассорти из овощей и мяса (в основном консервированного конфи) на малом огне без доведения до кипения. Овощи можно добавлять любые: капусту можно сочетать со свежими или сушёными бобами, картофелем, репой, фасолью, луком, морковью, корнем сельдерея, кольраби, свёклой, латуком, каштанами, крапивой и огуречником.
Большую супницу с гарбюром часто подают к столу в ресторанах региона Беарн, и гости самостоятельно набирают суп в свои тарелки половником.
Часто употребление блюда завершают традиционным обычаем шабро, который заключается в смешивании полстакана красного вина с остатками супа на дне тарелки после употребления твёрдых составляющих супа и выпивания из тарелки этой смеси.